# Брейнтри (район)
Брейнтри (англ. Braintree) — неметрополитенский район (англ. non-metropolitan district) в графстве Эссекс (Англия). Административный центр — город Брейнтри.

## География
Район расположен в северной части графства Эссекс, граничит с графствами Кембриджшир и Суффолк.

## История
Район был образован 1 апреля 1974 года в результате объединения городских районов (англ. urban district) Брейнтри-энд-Бокинг, Холстед и Уитем и сельских районов (англ. rural district) Брейнтри и Холстед.

## Состав
В состав района входит 4 города:
- Брейнтри
- Когсхолл
- Уитем
- Холстед

и 61 община (англ. civil parish).